# Glyptothorax prashadi
Glyptothorax prashadi és una espècie de peix de la família dels sisòrids i de l'ordre dels siluriformes.

## Morfologia
Els mascles poden assolir els 6,6 cm de llargària total.

## Distribució geogràfica
Es troba a Myanmar i Tailàndia.